# Stale

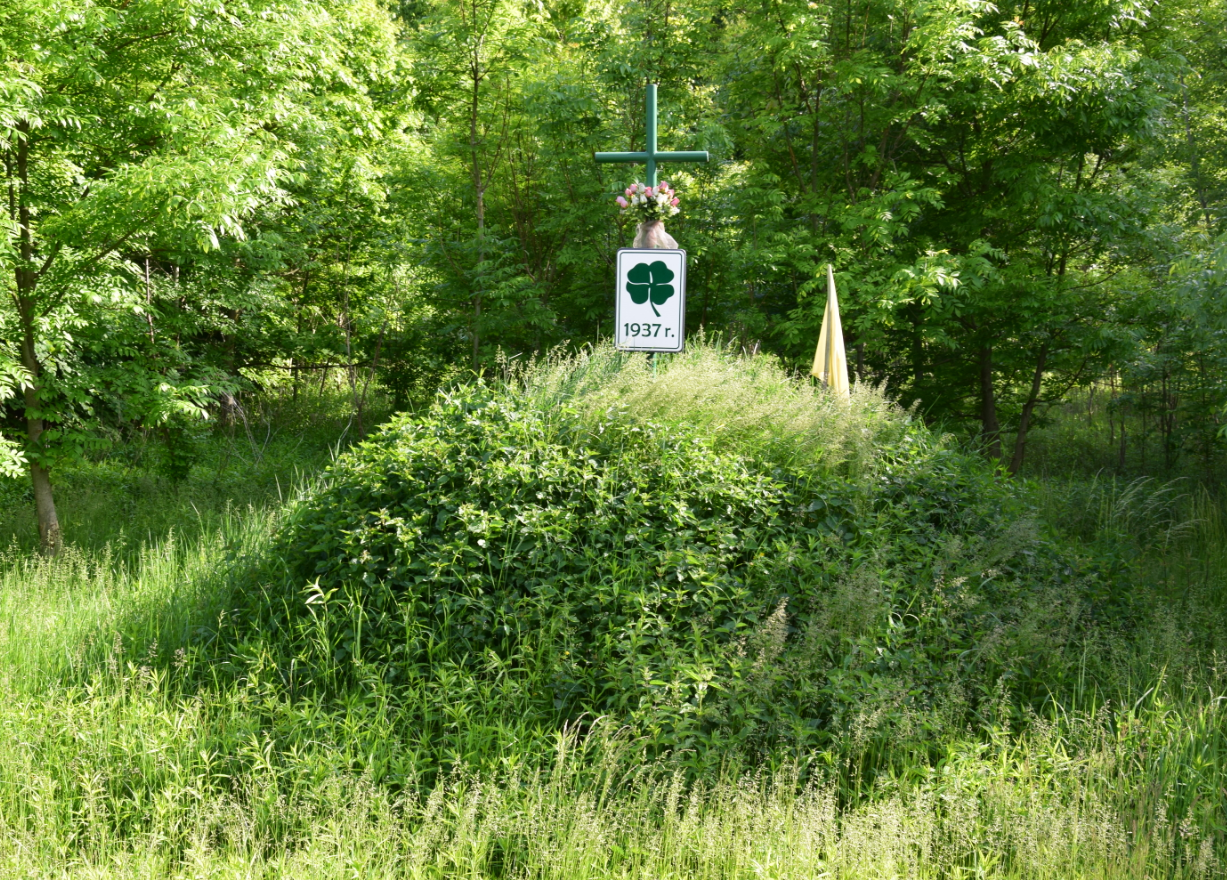
Kopiec przy drodze Stale-Grębów, zbudowany przez chłopów w miejscu zabicia mieszkańca Grębowa przez funkcjonariuszy Policji Państwowej w 1937 roku.

Stale – wieś w Polsce, położona w województwie podkarpackim, w powiecie tarnobrzeskim, w gminie Grębów.
W latach 1973–1976 w gminie Tarnobrzeg.
W latach 1975–1998 wieś administracyjnie należała do województwa tarnobrzeskiego.
W miejscowości funkcjonuje rzymskokatolicka parafia św. Teresy z Avili należąca do dekanatu Tarnobrzeg.
| SIMC    | Nazwa           | Rodzaj     |
| ------- | --------------- | ---------- |
| 0792691 | Bukie           | przysiółek |
| 0792700 | Chłodne         | przysiółek |
| 0792716 | Klewiec         | osada      |
| 0792633 | Kobylarnia      | część wsi  |
| 0792722 | Moskale         | przysiółek |
| 0792640 | Nad Grądkiem    | część wsi  |
| 0792656 | Nad Stawem      | część wsi  |
| 0792662 | Osina           | część wsi  |
| 0792679 | Piach           | część wsi  |
| 0792739 | Rokita          | przysiółek |
| 0792745 | Siedlisko       | przysiółek |
| 0792751 | Zabita Łąka     | przysiółek |
| 0792685 | Żupawski Koniec | część wsi  |

## Sport
We wsi działa Klub Sportowy LKS „Trandźwig Stale”, który został założony w 1958 roku. Od 2019 roku klub gra w klasie okręgowej.